# ビエン・テリタ
ビエン・テリタ（Bienne Terita、2003年5月16日 - ）は、オーストラリアの女子ラグビー選手。

## プロフィール
- オーストラリア・シドニー出身[1]。
- ポジションはウィング(WTB)。
- 身長は170センチメートル、体重は83キログラム。
- 2021のオーストラリア代表に選ばれた[2]。

## 略歴
2024年、パリ五輪の7人制女子オーストラリア代表に選ばれた。